# بخش‌های دپارتمان اوت-لوار
بخش‌های دپارتمان اوت-لوار (انگلیسی: Arrondissements of the Haute-Loire department) شامل ۳ بخش به شرح زیر است:
1. بخش برییود با ۱۱۱ کمون (فرانسه) و جمعیت ۴۵ هزار نفر در سال ۲۰۱۳ می‌باشد.
2. بخش لو پوی-آن-وله با ۱۰۲ کمون (فرانسه) و جمعیت ۹۵ هزار نفر در سال ۲۰۱۳ می‌باشد.
3. بخش ایسنژو با ۴۴ کمون (فرانسه) و جمعیت ۸۴ هزار نفر در سال ۲۰۱۳ می‌باشد.